# Xadas
Bruno Alexandre Vieira Almeida (* 2. Dezember 1997 in Oliveira de Azeméis, Portugal), kurz Xadas, ist ein portugiesischer Fußballspieler. Der Mittelfeldspieler steht bei Sporting Braga unter Vertrag.

## Karriere

### Verein
Schon 2008 spielte Xadas in der Jugend vom FC Porto, ehe er nach zwei Jahren zum AD Sanjoanense wechselte, und durchlief dort innerhalb von vier Jahren die U-15- und U-17-Mannschaften.
Zur Saison 2014/15 wechselte er schließlich zu Sporting Braga. Nach drei Jahren schaffte er es in die erste Mannschaft. Ende Januar 2020 wurde eine Ausleihe bis zum Ende der Saison zum Ligakonkurrenten Marítimo Funchal vereinbart.
In der neuen Saison stand er zunächst wieder im Kader von Braga, wurde aber in den ersten drei Spielen der Saison nicht aufgestellt. Anfang Oktober 2020, kurz vor Ende des wegen der COVID-19-Pandemie verlängerten Transferfensters, wurde eine Ausleihe mit anschließender Kaufoption zum belgischen Erstdivisionär Royal Excel Mouscron vereinbart. Dort spielte er in 25 von 26 möglichen Spielen und schoss zwei Tore.

### Nationalmannschaft
Xadas debütierte am 11. Februar 2016 für die U-19-Mannschaft von Portugal unter dem Trainer Edgar Borges. Am 10. November gleichen Jahres debütierte unter dem gleichen Trainer für die U-20-Mannschaft. Mit der U-21-Mannschaft gewann er bei seinem Debüt, gegen die U-21 Wales, in der U-21-EM-Qualifikation.